# Waldbrand bei Weißwasser 1992
Die Waldbrandkatastrophe bei Weißwasser 1992 war ein Großbrand südlich der sächsischen Stadt Weißwasser, bei dem im Mai/Juni 1992 über drei Wochen 1600 ha Wald brannten.

## Entstehung
Der außergewöhnlich heiße Frühling im Mai 1992, der zuvor schon mehrere Wochen angehalten hatte, führte in seiner Folge dazu, dass weite Teile der ostsächsischen Wälder bereits stark ausgetrocknet waren. Aus diesem Grund war ebenfalls Wochen zuvor die Waldbrandwarnstufe 4 ausgerufen worden. Am 22. Mai 1992 tobte über der Lausitz ein schweres Gewitter. Vermutlich durch einen Blitzeinschlag in das trockene Geäst oder in ein Feld wurde schließlich der Waldbrand ausgelöst. Andere Vermutungen gingen davon aus, dass sich Munitionsreste der sowjetischen Armee durch die Hitze entzündet haben könnten, aber auch Brandstiftung konnte nicht ausgeschlossen werden. Die wahre Ursache ist bis heute nicht ermittelt. Am Abend des 22. Mai 1992 schien der Waldbrand dann unter Kontrolle zu sein. Schon am nächsten Tag, dem 23. Mai 1992, frischte der Wind dann jedoch merklich auf. Die zum Teil starken Böen entfachten erneut die Glutnester. Bis ca. 10 Uhr standen somit an diesem 23. Mai schon 5 Hektar Wald in Flammen. Am 24. Mai 1992 entwickelte sich der Waldbrand auch zu einem Wipfelbrand. Angetrieben durch den heftigen Wind fraßen sich die Feuerwalzen bis auf 500 Meter an Weißwasser, die B 156 und die Gemeinde Mühlrose heran.

## Löscharbeiten

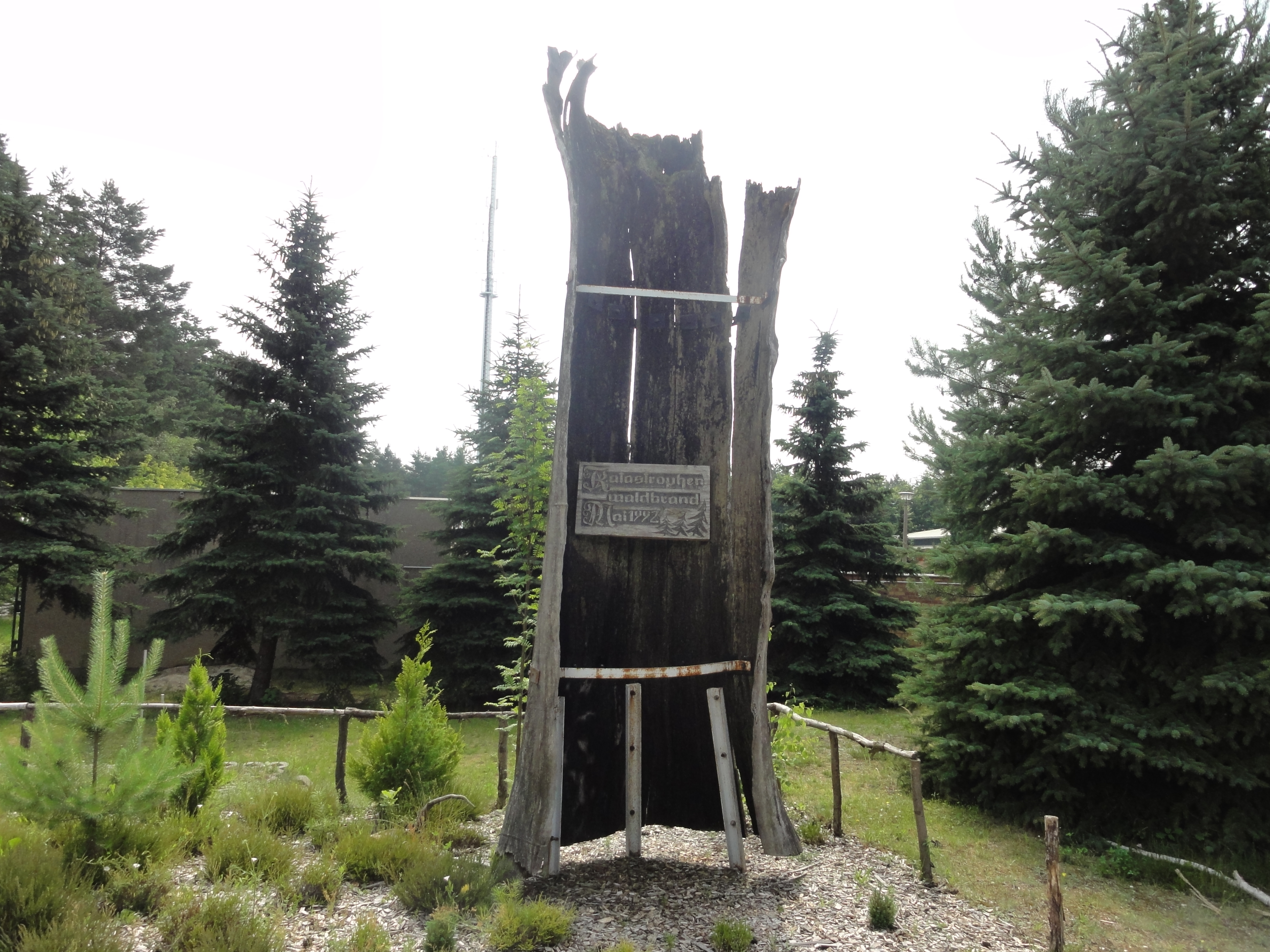
Denkmal an die Waldbrandkatastrophe in Weißwasser

Gedenkmedaille

An der Brandbekämpfung waren Angehörige der Feuerwehr und deren Löschzüge aus dem gesamten Freistaat Sachsen beteiligt sowie Feuerwehren aus dem nahen Brandenburg und Baden-Württemberg und anderen Bundesländern. Am 7. Juni 1992, nach 20 Tagen, war der Brand schließlich unter Kontrolle und der Katastrophenalarm wurde aufgehoben. Der bis dato größte bekannte Waldbrand der sächsischen Geschichte vernichtete ca. 1300 Hektar Wald- und Wiesenflora. Dabei entfielen ca. 446 Hektar auf das Forstamt Bad Muskau und 500 Hektar auf das Forstamt Weißwasser. An der Brandbekämpfung selbst waren ca. 800 bis 1000 (zeitweise bis zu 2000) Feuerwehrleute und Angehörige des Bundesgrenzschutzes sowie der Polizei im Einsatz. Während der Brandbekämpfung wurde der Gablenzer Feuerwehrmann Thomas Jung, der am 29. Mai 1992 als Kradmelder unterwegs gewesen war, im Einsatz tödlich verletzt, als er – zum Einsatz eilend – von einem LKW überfahren wurde. Die Straße zur Feuerwache Weißwasser trägt seit 2004 den Namen Thomas-Jung-Straße. Aus dem Anlass und als Gedenken an diese Waldbrandkatastrophe wurde noch im Juli 1992 die Gedenkmedaille aus Anlass der Waldbrandkatastrophe Weißwasser 1992 gestiftet.

### Eingesetzte Löschtrupps (Auswahl)
- Freiwillige Feuerwehr Winnenden (Partnerstadt von Weißwasser)
- Feuerwehr Wittichenau
- Werkfeuerwehr Tagebau Bärwalde
- Feuerwehr Hoyerswerda
- Feuerwehr Niesky
- Feuerwehr Spremberg
- Feuerwehr Forst (Lausitz)
- Feuerwehr Dippoldiswalde
- Feuerwehr Krauschwitz/Ost
- Feuerwehr Krauschwitz/West
- Feuerwehr Bautzen
- Feuerwehr Niederneuschönberg
- Berufsfeuerwehr Dresden
- Feuerwehr Großharthau
- Feuerwehr Eilenburg
- Feuerwehr Kubschütz
- Polizei Sachsen
- Feuerwehr Gablenz

### Eingesetzte Technik
- 52 Tanklöschfahrzeuge
- 49 Löschfahrzeuge
- Hubschrauber Typ CH-53 und Mi-8 der Bundeswehr und Agrarflugzeuge zur Brandbekämpfung aus der Luft
- Wasserwerfer 9000 und Wasserwerfer 4000 der Bereitschaftspolizei Sachsen